# مخزن انترپینیا
مخزن انترپینیا (به اسپانیایی: Embalse de Entrepeñas) یک مخزن سد در اسپانیا است که در استان گوادالاخارا واقع شده‌است.